# Syarinidae
Syarinidae es una familia de pseudoscorpiones.

## Géneros
Según Pseudoscorpions of the World 1.2 y Zaragoza (2010):
- Chitrellinae Beier, 1932
  - Aglaochitra Chamberlin, 1952
  - Chitrella Beier, 1932
  - Chitrellina Muchmore, 1996
  - Hadoblothrus Beier, 1952
  - Microcreagrella Beier, 1961
  - Microcreagrina Beier, 1961
  - Pararoncus Chamberlin, 1938
  - Pseudoblothrus Beier, 1931
- Ideobisiinae Banks, 1895
  - Alocobisium Beier, 1952
  - Ideobisium Balzan, 1892
  - Ideoblothrus Balzan, 1892
  - Microblothrus Mahnert, 1985
  - Nannobisium Beier, 1931
- Syarininae Chamberlin, 1930
  - Anysrius Harvey, 1998
  - Syarinus Chamberlin, 1925

sous-famille indéterminée
- - Hyarinus Chamberlin, 1925

- Arcanobisiinae Zaragoza, 2010
  - Arcanobisium Zaragoza, 2010